# Barkeol (departement)
Barkeol är ett departement i Mauretanien.   Det ligger i regionen Assaba, i den sydvästra delen av landet, 400 km öster om huvudstaden Nouakchott.